# Крутий Лог (Альменєвський округ)
Крути́й Лог (рос. Крутой Лог) — присілок у складі Альменєвського округу Курганської області, Росія.
Населення — 110 осіб (2010, 154 у 2002).
Національний склад станом на 2002 рік:
- росіяни — 68 %
- башкири — 27 %